# Conrado de Marburgo
Conrado de Marburgo (1180, probablemente cerca de Marburgo, Hesse- 30 de julio de 1233, cerca de Marburgo), primer inquisidor pontificio en Alemania, cuya excesiva crueldad lo llevó a su propia muerte. En 1214, el Papa Inocencio III le encargó que impulsara su cruzada contra los albigenses, una secta cristiana herética que florecía en la Europa occidental. Los resultados de los esfuerzos de Conrado fueron una sucesión de sangrientas masacres.
En 1226 Conrado ocupó una posición influyente en la corte de Luis IV, landgrave de Turingia. Un año antes se había convertido en confesor de la esposa de Luis, Santa Isabel de Hungría, a quien sancionó con brutalidad física. En 1231, Isabel murió, y el papa Gregorio IX convirtió a Conrado en el principal inquisidor de Alemania; fue encargado de exterminar la herejía, denunciar el matrimonio clerical y reformar los monasterios. Su método fue tan severo que los obispos alemanes le pidieron a Gregorio que lo destituyera.
En 1233 acusó al Conde Enrique III de Sayn de herejía. Una asamblea de obispos y príncipes reunidos en Maguncia declaró inocente a Enrique, pero Conrado exigió que se revocara esta sentencia. Fue asesinado en un viaje a Marburgo. Conrado es retratado en un drama en verso sobre Santa Isabel, The Saint's Tragedy (1848), del autor inglés Charles Kingsley.
- Datos: Q63393
- Multimedia: Conrad of Marburg / Q63393